# Ramphocaenus sticturus
El soterillo parloteador (Ramphocaenus sticturus) es una especie de ave paseriforme de la familia Polioptilidae, una de las dos pertenecientes al género Ramphocaenus. Es endémico del occidente de la cuenca amazónica en América del Sur.

## Distribución y hábitat
Se distribuye de forma disjunta en el oeste de Brasil (Mato Grosso, Rondônia, Acre), y en el este de Perú (Loreto) y norte de Bolivia (La Paz).
Esta especie es considerada bastante rara en su hábitat natural: el sotobosque de selvas húmedas de la Amazonia occidental.

## Sistemática

### Descripción original
La especie R. sticturus fue descrita por primera vez por el ornitólogo austríaco Carl Eduard Hellmayr en 1902 bajo el mismo nombre científico Rhamphocaenus (error) sticturus; su localidad tipo es: «Villa Bella de Mato Grosso, alto Río Guaporé, Mato Grosso, Brasil».

### Etimología
El nombre genérico masculino «Ramphocaenus» se compone de las palabras del griego «ramphos»: ‘pico’, y «kainos»: ‘extraño, diferente’; y el nombre de la especie «sticturus», se compone de las palabras del griego «stiktos» que significa ‘moteado, pintado’, y «ouros» que significa ‘cola’.

### Taxonomía
El soterillo parloteador anteriormente se consideraba una subespecie del soterillo picudo (Ramphocaenus melanurus), pero en la actualidad se consideran especies separadas por causa de un estudio filogenético publicado en 2018. Se propuso la separación del grupo de subespecies rufiventris (de Centroamérica y noroeste de Sudamérica) y del grupo sticturus/obscurus (del oeste de la cuenca amazónica). El Comité de Clasificación de Sudamérica en la Propuesta N° 790, aprobó la separación de sticturus pero no así la de rufiventris, debido a la insuficiencia de datos, a pesar de reconocer la probable validad de la separación.

### Subespecies
Según las clasificaciones del Congreso Ornitológico Internacional (IOC) y Clements Checklist/eBird v.2019, se reconocen dos subespecies, con su correspondiente distribución geográfica:
- Ramphocenus sticturus sticturus Hellmayr, 1902 - centro oeste de Brasil (oeste de Mato Grosso);
- Ramphocenus sticturus obscurus J.T. Zimmer, 1931 - este de Perú al norte de Bolivia.